# Sant Maurici de Greulera
L'església de Sant Maurici de Greulera, de vegades grafiat Graulera o Greolera, és l'antiga església parroquial del poble desaparegut de Greulera, del terme de la vila nord-catalana d'Illa, a la comuna del mateix nom, de la comarca del Rosselló.
Està situada a l'extrem sud-est del terme comunal de la villa d'Illa, a tocar del termenal amb Corbera.

## Etimologia
El topònim greulera indica un territori on hi ha abundant boix grèvol, una grevolera.

## Història
El lloc de Greulera (vallis Agrevolaria) és esmentat des del 941, i des del 1008 com a villa; l'església de Sant Maurici ho és des del 1242. L'església medieval correspon a una capella ben orientada d'oest a est situada al costat nord de la capella actual. L'església actual, ja del segle xviii, es correspon al moment en què al costat de sant Maurici es posà santa Margarida com a centre de la devoció popular. Sembla que el 1559 es va permetre l'edificació d'una nova capella en el lloc, dedicada a Nostra Senyora de Vida, al cim del lloc, entre els dos torrents, on hi ha una petita plana amb una font. No sa n'ha trobat cap rastre, cosa que fa pensar que no es va arribar a construir mai.

## L'església primitiva
Poc abans de l'any 2000 es van treure a la llum les restes de la primitiva església, molt petita. Amb una porta amb arc lleugerament ultrapassat, té les traces de ser una construcció preromànica.

## L'església actual
Fou consagrada el 1647, i ha estat sempre un centre de pelegrinatge, per la qual cosa és més gran que les restes de l'antiga.